# Jack Abel
Pour les articles homonymes, voir Abel (homonymie).
Jack Abel (né le 15 juillet 1927, mort le 6 mars 1996) est un dessinateur et encreur de bande dessinée américaine. Il est surtout connu pour ses travaux d'encrage pour les principaux éditeurs de comics : DC Comics et Marvel Comics. Il a été le principal encreur de DC sur les titres Superman à la fin des années 1960 et au début des années 1970. Il a parfois employé le pseudonyme de Gary Michaels. C'est lui qui a encré les dessins de Herb Trimpe lors de la première apparition du célèbre super-héros Wolverine dans The Incredible Hulk # 181 (novembre 1974).

## Biographie

### Jeunesse et début de carrière
Jack Abel est né le 15 juillet 1927 dans le quartier d'Harlem à New York. Il a suivi des cours à la célèbre Cartoonists and Illustrators School de Burne Hogarth de 1948 à 1951.
Les premiers travaux d'Abel datent de 1951, quand il a dessiné et encré des histoires d'horreur de séries de comics tel que Ghost de Fiction House, Mister Mystery de M. Publications et Journey into Mystery d'Atlas Comics (le précurseur des années 1950 de Marvel Comics),. Il a également encré des bandes dessinées portant sur les westerns, la science-fiction et la guerre pour Atlas Comics, American Comics Group, Harvey Comics et Prize Comics. Plus tard dans la décennie, il est devenu un dessinateur prolifique sur les titres portant sur la guerre de DC Comics Our Fighting Forces, Our Army at War, Star Spangled War Stories et All-American Men of War.

### DC et Superman
Abel a encré des centaines d'histoires de DC, et a finalement été choisi pour succéder à George Klein, encreur de longue date sur la famille Superman. Il a enjolivé les dessins de Curt Swan sur la légion des super-héros dans Adventure Comics (la plupart des numéros, # 369-406, juin 1968 - mai 1971), la série Superman (la plupart des numéros, # 208-219, juillet 1968 - août 1969), Superman dans Action Comics (# 369-392, novembre 1968-septembre 1970), et des numéros occasionnels de Superboy,,.
En dehors des comic books, Abel a encré John Celardo de 1967 à 1969 sur le comic strip Tales of the Green Beret, écrit par l'auteur Robin Moore.

### Poursuite de sa carrière
Après un remaniement chez DC en 1970, Abel est allé chez Marvel. Pour cette compagnie, il avait déjà encré le dessinateur Gene Colan pour des histoires sur Iron Man commençant par Tales of Suspense # 73 (janvier 1966), sous le pseudonyme de Gary Michaels,. Maintenant, sous son propre nom, il embellit le travail de Gene Colan sur certains numéros de Daredevil et Tomb of Dracula (y compris l'introduction de Blade lors du numéro 10) ainsi que d'autres dessinateurs comme Herb Trimpe sur The Incredible Hulk, George Tuska sur Iron Man et Paul Gulacy sur Master of Kung Fu.

« Il a fait beaucoup de Iron Man avec moi. Il avait une ligne très lisse, ce qui bien sûr convenait sur Iron Man. Iron Man était fait de métal, donc vous vouliez qu'il est l'apparence du métal. Mais lorsqu'il s'agissait de la pierre, des coins sombres et des ordures [rires], il n'était pas l'homme pour ça. »

— Gene Colan
Depuis le milieu des années 1970, Abel a encré non seulement pour Marvel et de nouveau DC avec Teen Titans et The Flash, mais aussi pour des petites sociétés :
- Gold Key : Boris Karloff Tales of Mystery, Grimm's Ghost Stories, Mighty Samson,
- Charlton Comics : Ghost Manor, Ghostly Haunts, Haunted, Midnight Tales,
- Atlas / Seaboard : IronJaw, Morlock 2001,
- Skywald Publications : The Heap[2] et les magazines noir et blanc d'horreur Nightmare et Psycho.

Fan de baseball Abel, qui dans les années 1970, loue un espace de travail à Continuity Associates (en) de Neal Adams et Dick Giordano, a organisé l'équipe de softball de Continuity qui a joué des matches de championnat dans Central Park.

### Problèmes de santé et fin de carrière
Après avoir subi une grave attaque cérébrale en 1981, Abel rééduque sa main droite paralysée jusqu'au point de pouvoir de nouveau encrer ce qu'il a fait dans le reste des années 1980, principalement pour Marvel.
Des années plus tard, âgé d'une soixantaine d'années, Abel encre les arrière-plans pour Murphy Anderson, dessinateur de DC, et est devenu un correcteur d'épreuves pour Marvel avant de subir une autre attaque qui le rend dans l'incapacité de continuer. Il décède le 6 mars 1996.